# Bessey-en-Chaume
Bessey-en-Chaume é uma comuna francesa na região administrativa da Borgonha-Franco-Condado, no departamento de Côte-d'Or. Estende-se por uma área de 10,88 km². Em 2010 a comuna tinha 140 habitantes (densidade: 12,9 hab./km²).